# Ротбальд II
Ротбальд II (I) (фр. Rotbald II (I); умер в 1008) — граф Арля и Прованса после 965/967, маркиз Прованса с 993, сын графа Арля Бозона II и Констанции Вьеннской.

## Биография

### Правление
О Ротбальде известно не очень много. После смерти отца он с братом Гильомом I унаследовал графство Прованс. Точно не установлено, каким образом Гильом и Ротбальд, а после их смерти и их потомки, делили полномочия по управлению графством.
Ротбальд вместе с братом неоднократно упоминался в документах того времени. В апреле 970 году они подписали акт о дарении аббатству Сен-Виктор в Марселе, а около 990 года — акт о дарении аббатству Клюни.
После смерти Гильома I в 993 году Ротбальд незамедлительно присвоил себе титул маркиза Прованса, который до этого носил его брат. Позже этот титул использовали потомки Ротбальда. Единственный же сын Гильома I, Гильом II, который в момент смерти отца был малолетним ребёнком, оказался под опекой дяди и его формальным соправителем.

### Брак и дети
Жена: Эмильда (ум. после 993/1002), возможно дочь виконта Жеводана Этьена от первого брака с Анной. Дети:
- Ротбальд III (II) (ум. 1014/1015), граф Прованса с 1008 года
- Эмильда, монахиня

Однако существуют гипотеза, по которой графа по имени Ротбальд III не существовало, что он был одним лицом с Ротбальдом II и, соответственно, все дети Ротбальда III были не внуками, а детьми Ротбальда II.
Возможно, что дочерью Ротбальда была Тетберга, мужем которой был Эрменгол I Кордовец (972—1010), граф Урхеля с 992 года.